# Свекровь (фильм)
Свекровь (азерб. Qayınana) — музыкальная комедия, снятая в 1978 году на киностудии «Азербайджанфильм» Гусейном Сеидзаде по мотивам одноименной пьесы Меджида Шамхалова, В основе комедии лежит семейный конфликт на бытовую тему.

## Сюжет
Главная героиня комедии — тётушка Джаннет (играет Насиба Зейналова) представляет собой властного и старосветского матриарха простой бакинской семьи, придирчивую свекровь. Ей ни в чём не может угодить Севда (играет Таниля Ахмерова), жена её сына Аяза (играет Фуад Поладов). Когда Севде всё это надоедает, она просит Аяза увести её из дома. Близкий друг семьи — Ильгар (играет Ильхам Ахмедов) предоставляет Севде с ребёнком свою дачу и создаёт план, как проучить привередливую свекровь. По плану Аяз представляет матери свою новую невесту Афет (играет Инара Гулиева), которая на самом деле — актриса и певица Зарифа, невеста Ильгара.
Афет обладает, на первый взгляд, всеми качествами, которые Джаннет не могла найти в Севде. С радостью свекровь соглашается на этот «брак». Пока же Аяз, под видом командировки, живёт на даче с Севдой, Зарифа в роли Афет превращает жизнь привыкшей командовать всеми тётушки Джаннет в ад. Не выдержав выходок новой «невестки», Джаннет разыскивает Севду и просит её вернуться домой. Они мирятся. Комедия заканчивается счастливым ужином в семейном кругу, где присутствует и Зарифа, но представленная тётушке Джаннет уже как невеста Ильгара, не имеющая отношения к Афет, несмотря на внешнее сходство.

## В ролях
- Насиба Зейналова — Джаннет
- Инара Гулиева — Зарифа/Афет
- Ильхам Намик Камал — Ильгар
- Таниля Ахмерова — Севда
- Фуад Поладов — Аяз
- Сафура Ибрагимова — Садагат
- Талят Рахманов — Али
- Эльхан Агагусейноглы
- Гюмрах Рагимов

## Награды и премии
На XII Всесоюзном кинофестивале, проходившем в 1979 году в Ашхабаде композитор Тофик Кулиев был удостоен приза, а актриса Насиба Зейналова, сыгравшая главную роль, роль свекрови — диплома.